# Corbetta
Corbetta is een gemeente in de Italiaanse metropolitane stad Milaan (regio Lombardije) en telt 14.376 inwoners (31-12-2004). De oppervlakte bedraagt 18,8 km2, de bevolkingsdichtheid is 760 inwoners per km2.
De volgende frazioni maken deel uit van de gemeente: Battuello, Castellazzo, Cerello en Soriano.

## Demografie
Corbetta telt ongeveer 5691 huishoudens. Het aantal inwoners steeg in de periode 1991-2001 met 2,8% volgens cijfers uit de tienjaarlijkse volkstellingen van ISTAT.
| Jaar | Inwoneraantal |
| ---- | ------------- |
| 1991 | 13.362        |
| 2001 | 13.735        |

## Geografie
Corbetta grenst aan de volgende gemeenten: Arluno, Santo Stefano Ticino, Vittuone, Magenta, Cisliano, Robecco sul Naviglio, Albairate en Cassinetta di Lugagnano.

## Galerij

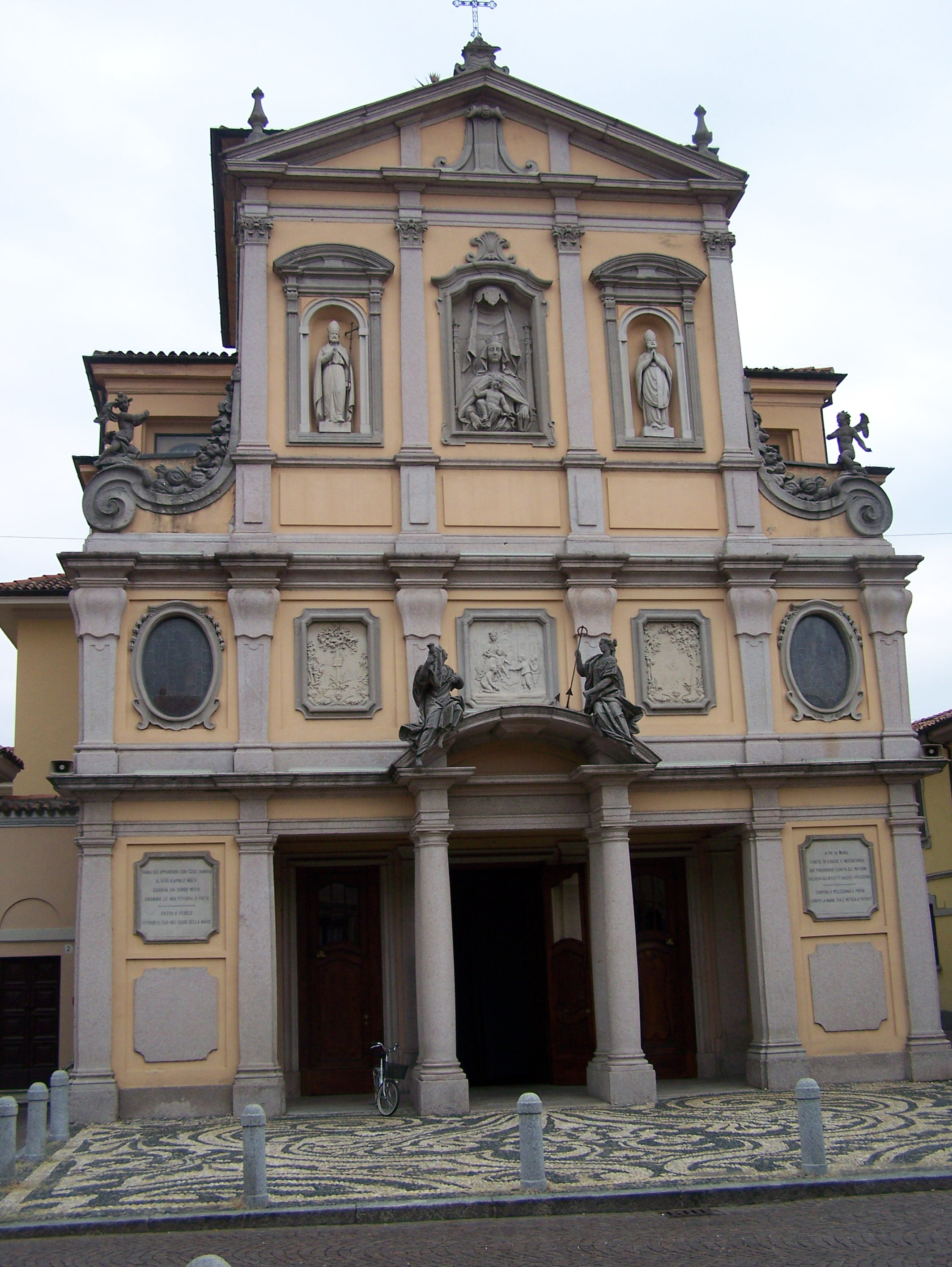
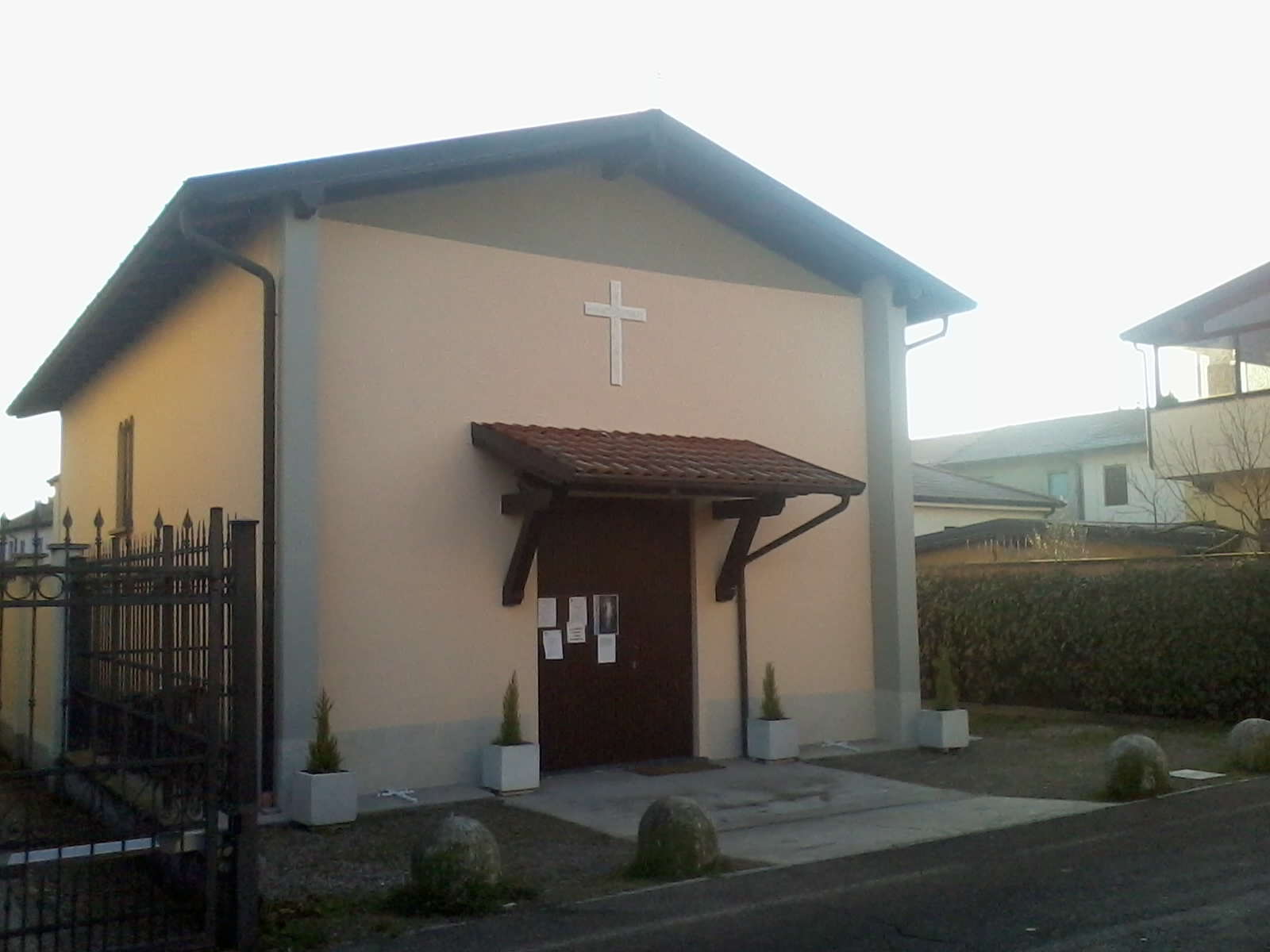
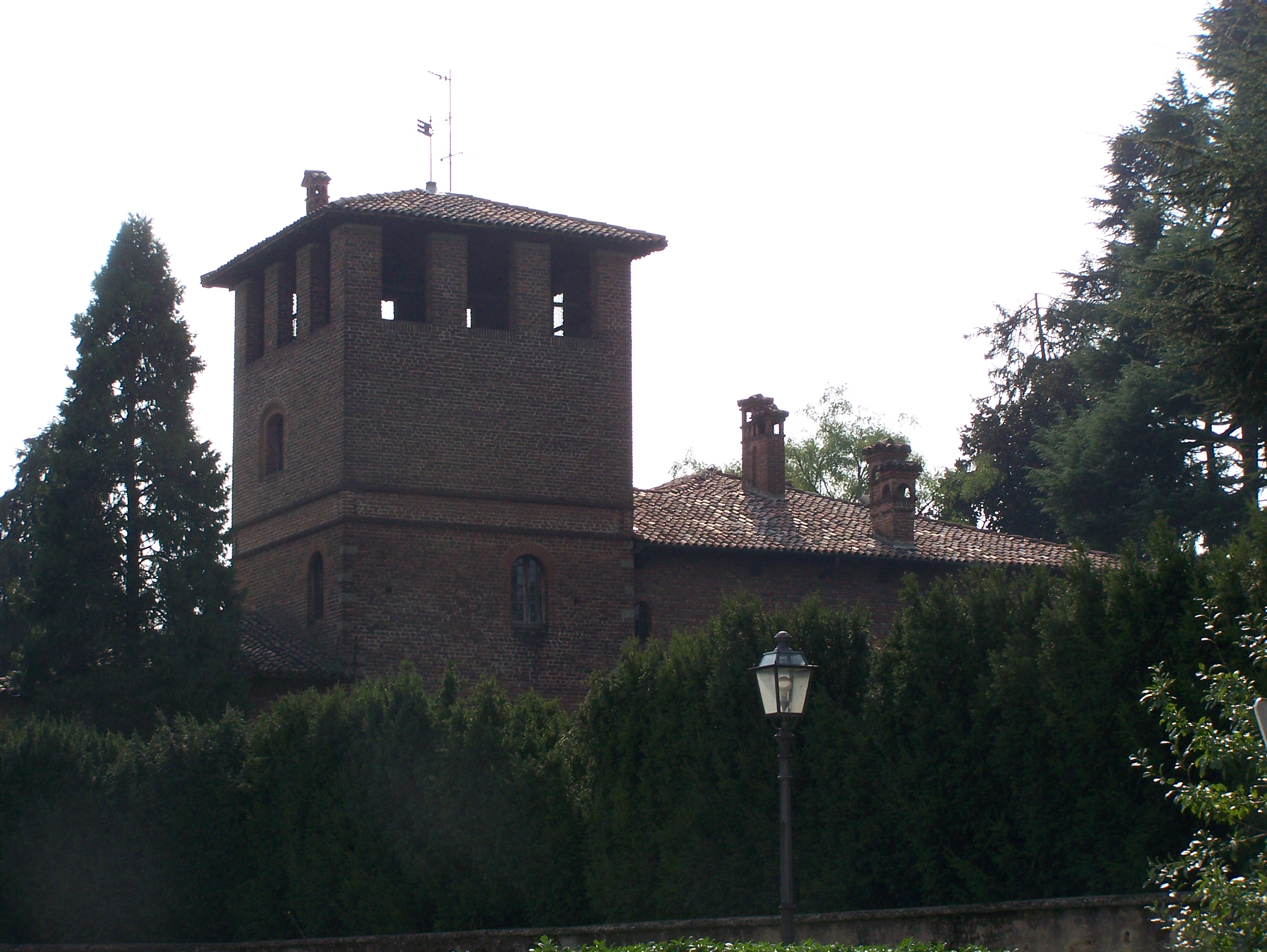
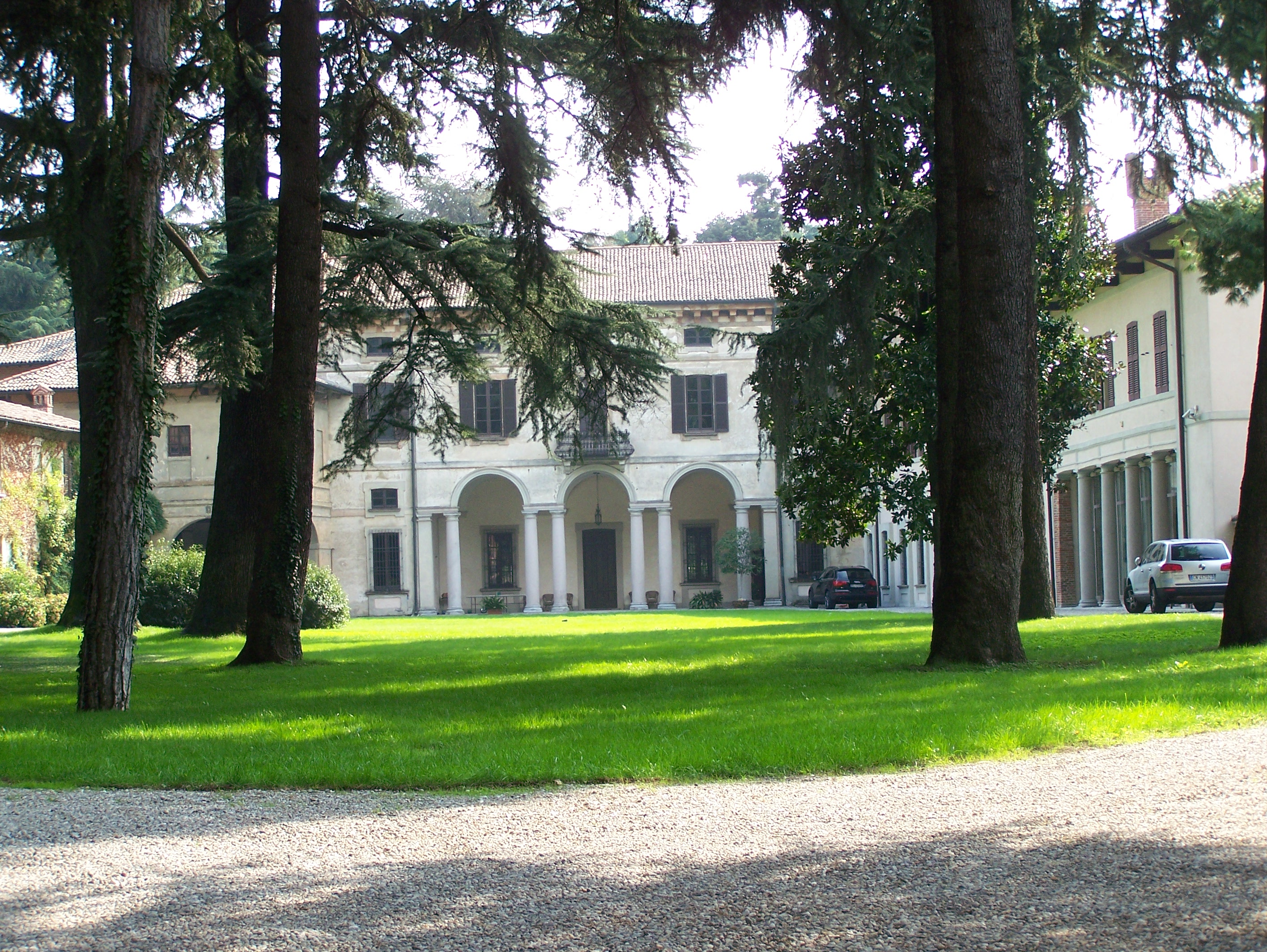
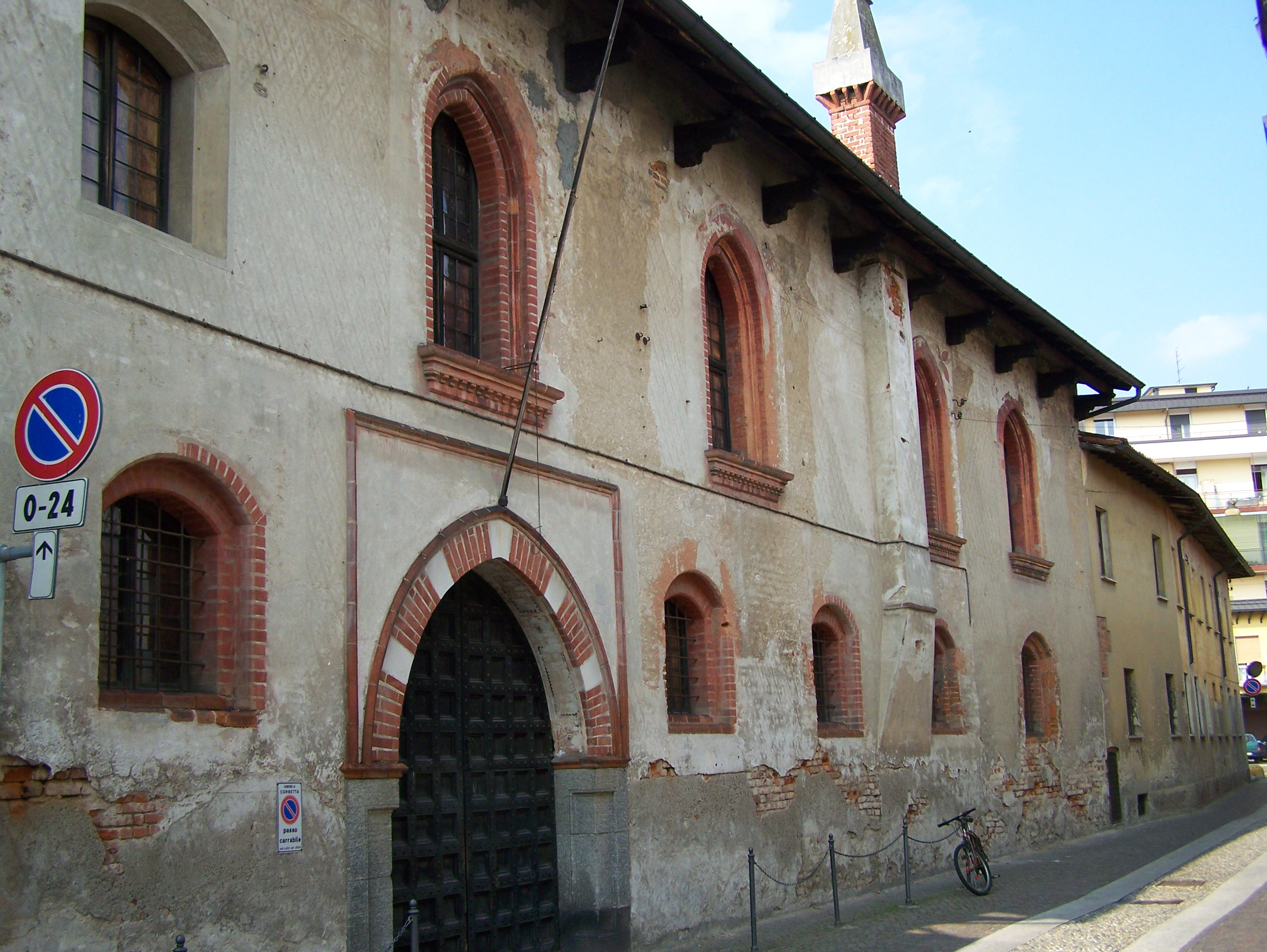
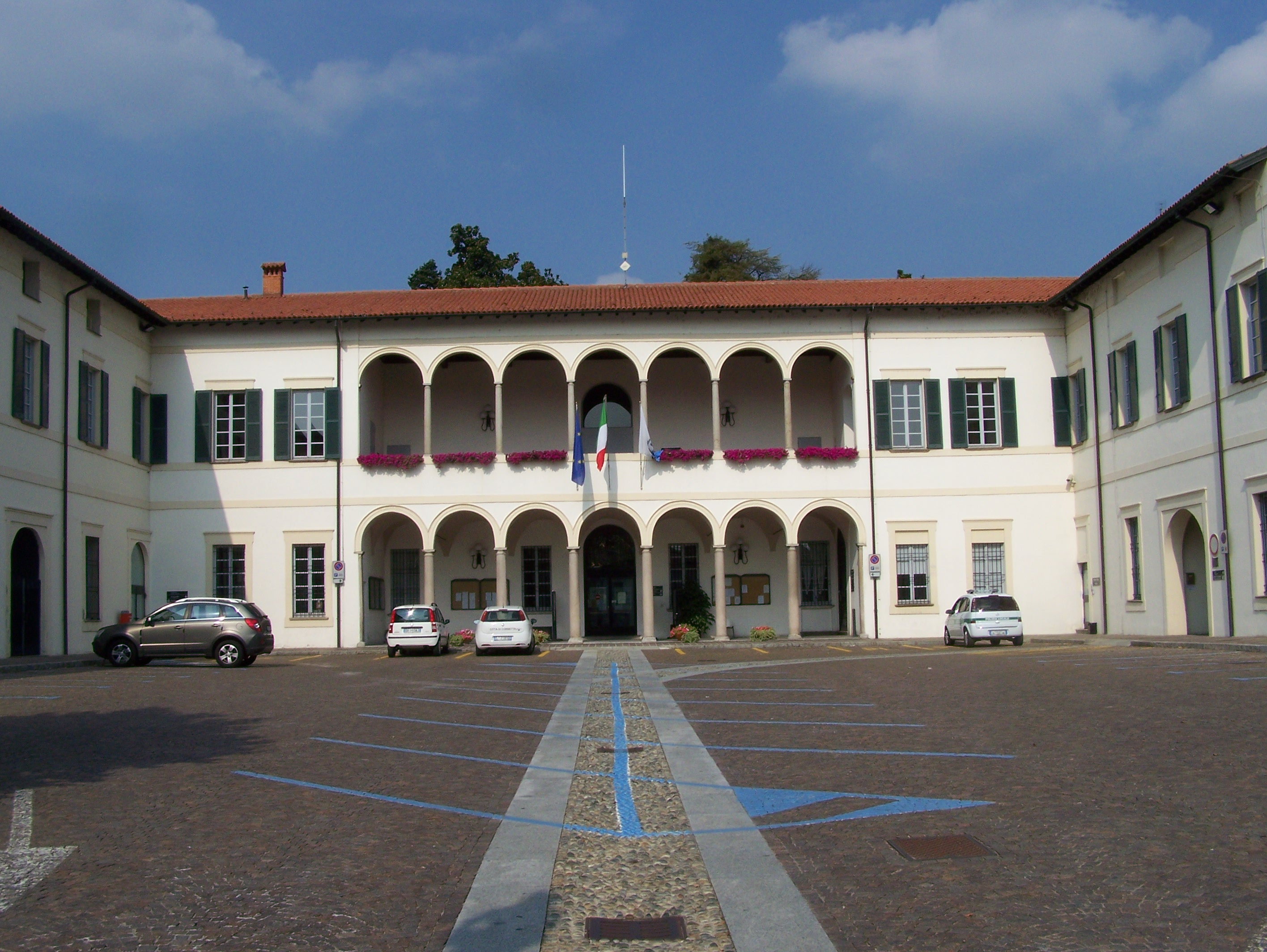